# Józef Kessler
Józef Jerzy Kessler pseud. „K-22” i  „Paul Kurz” ; po wojnie posługiwał się nazwiskiem Józef Kruszewski (ur. 1902, zm. ok. 1988) – polski samorządowiec i urzędnik administracji publicznej w okresie II RP, agent wywiadu niemieckiego w czasie II wojny światowej, a po wojnie wieloletni współpracownik Służby Bezpieczeństwa. 

## Życiorys
Pochodził z rodziny wielodzietnej; miał trzech braci i pięć sióstr. Jego ojciec był z pochodzenia Austriakiem. Po ukończeniu gimnazjum, od 1924 odbywał służbę wojskową w 35. pułku piechoty stacjonującym w Łukowie. Następnie pracował w administracji publicznej na terenie ówczesnego województwa lubelskiego. W 1927 przejściowo był burmistrzem Mord koło Siedlec. Później pracował jako inspektor samorządowy w Siedlcach i Radomiu, w 1934 pracował w magistracie w Kocku i ponownie jako inspektor samorządowy. W związku z oskarżeniami o nadużycia został wydalony z administracji publicznej bez możliwości ponownego w niej zatrudnienia. W kolejnych latach pracował jako administrator majątku ziemskiego, w 1938 przez krótki czas prowadził w rodzinnym Lublinie własny sklep spożywczy, a następnie wyjechał wraz z rodziną do Sandomierza, gdzie został wicedyrektorem miejscowego oddziału Związku Przemysłowców Metalowych.
Po wybuchu II wojny światowej już na początku okupacji niemieckiej nawiązał współpracę z funkcjonariuszem Gestapo Paulem Fuchsem. Z jego polecenia Kessler prowadził pracę agenturalną w Sandomierzu, Radomiu i Warszawie przyczyniając się do licznych aresztowań. Kesslerowi przypisuje się między innymi zwerbowanie do współpracy z Gestapo – Jerzego Wojnowskiego pseud. „Motor”. Za swoją pracę był hojnie wynagradzany co pozwoliło mu na posiadanie mieszkań w Warszawie i Radomiu oraz domu w Wołominie. Po wybuchu powstania warszawskiego, założył organizację Nowa Polska wydającą gazetę o tym samym tytule, która podszywając się pod Polskie Państwo Podziemne promowała współpracę z III Rzeszą. 
Jesienią 1944 roku w związku z przesuwaniem się frontu, Kessler wyjechał do Częstochowy, a następnie porzucił rodzinę i podjął próbę zmiany tożsamości. Pod nazwiskiem Józef Kruszewski, pracował jako zarządca majątku pod Szamotułami, a następnie wraz z nową żoną wyjechał do Warszawy, gdzie został aresztowany w styczniu 1946 pod zarzutem działalności w grupie antykomunistycznej. W trakcie śledztwa nie ujawnił swojej prawdziwej tożsamości, ani agenturalnej przeszłości. Po zwolnieniu z aresztu, podpisał w dniu 19 października 1946 roku, zobowiązanie do współpracy ze służbami PRL pod pseudonimem „Zagrodzki” i podjął pracę w departamencie leśnictwa w Warszawie. 
6 września 1951 roku został aresztowany przez funkcjonariuszy bezpieki, którzy ustalili jego prawdziwą tożsamość (Józef Kessler za kolaborację poszukiwany był przez bezpiekę od 1948 roku). W 1954 roku został skazany za kolaborację na 15 lat więzienia i już w czerwcu 1957 roku został zwolniony z więzienia. W tym samym roku dzięki pomocy Służby Bezpieczeństwa powrócił jako rewident do pracy w Ministerstwie Leśnictwa i Przemysłu Drzewnego, jednocześnie kontynuując współpracę ze Służbą Bezpieczeństwa pod pseudonimem „Jerzy”. W latach 1966–1968 był głównym księgowym Przedsiębiorstwa Montażowego „Montoerg” w Pionkach. 
W 1968 roku ukazała się książka Cezarego Chlebowskiego pt. „Pozdrówcie Góry Świętokrzyskie” w której Kessler został zdemaskowany jako dawny agent Gestapo (Chlebowski opisał wojenną działalność Kesslera nie podając jego obecnego nazwiska, ale wskakując na miejsce pracy). W związku z oskarżeniami Kessler został zwolniony z „Montoergu”, a Służba Bezpieczeństwa zerwała z nim dalszą współpracę. Zmarł około 1988 roku.